# John Cheyne
John Cheyne (Leith, 3 de fevereiro de 1777 - Buckinghamshire, 31 de janeiro de 1836) foi um médico e cirurgião britânico, homenageado com o epônimo da respiração de Cheyne-Stokes.

## Vida
Ele nasceu em Leith, filho do Dr. John Cheyne, um cirurgião. A família morava em New Key (Quay) no meio da costa. Ele foi educado na Leith Grammar School e depois na High School em Edimburgo.
Tendo crescido em torno da prática médica, ele conseguiu entrar na Universidade de Edimburgo aos 15 anos, graduando-se como médico aos 18 anos de idade. Ele se juntou ao exército, trabalhou como cirurgião com um corpo de artilharia e esteve presente na Batalha de Vinegar Hill . Cheyne voltou à prática de seu pai quatro anos depois, em 1799.
Dez anos depois, Cheyne mudou-se para Dublin e em 1811 começou a trabalhar no Hospital Meath . Ele foi nomeado Professor de Medicina no Royal College of Surgery na Irlanda (RCSI) em 1813. Em 1814 foi eleito para a Royal Society of Edinburgh. Ele também ensinou medicina de guerra e foi nomeado Médico Geral das forças britânicas na Irlanda em 1820. Ele ganhou a Fellowship of the King and Queen's College of Physicians of Ireland em 1824. Ele se aposentou para a Inglaterra em 1831 após um curso de problemas de saúde, e morreu em sua propriedade rural em Sherington , Buckinghamshire em 31 de janeiro de 1836.
Cheyne escreveu vários livros, incluindo Ensaios de Doenças de Crianças em 1801. Ele também foi o autor de um tratado inicial sobre a laringe em 1809, Patologia da Membrana da Laringe e Brônquios.
Com Francis Barker, ele publicou um trabalho de dois volumes sobre epidemias de febre na Irlanda, em 1821.

## Publicações
- Essays on the Diseases of Children: With Cases and Dissections (1802)
- The Pathology of the Membrane of the Larynx and Bronchia (1809)
- Cases of Apoplexy and Lethargy: With Observations Upon the Comatose Diseases (1812)
- Essays on Partial Derangement of the Mind in Supposed Connexion with Religion (1843)